# Bex Taylor-Klaus
Bex Taylor-Klaus (Atlanta, 12 de agosto de 1994) trabalha com atuação nos Estados Unidos. Suas interpretações mais famosas são Audrey Jensen na série Scream e Bullet na série The Killing e em 13 Reasons Why.

## Início de vida
Começou a atuar através da realização de Shakespeare em um programa pós-escola, na 3ª série, e tornou-se uma parte consistente de suas atividades extra-curriculares.
Bex é uma pessoa não-binária. Taylor-Klaus jogou na equipe de softball no ensino médio. Sofre de Transtorno do déficit de atenção com hiperatividade.

## Carreira
No verão do ano de 2012, Taylor-Klaus mudou-se para Los Angeles para prosseguir uma carreira na televisão. Enquanto estava em Los Angeles, participou do Bridges Academy. Seu primeiro papel profissional notável foi o de Bullet, uma alienígena sem-teto, na terceira temporada da série The Killing, que foi ao ar em 2013. Escrevendo sobre a personagem, disse que "para ser um ator é querer visitar os lugares escuros." Taylor-Klaus estrelou no papel de Audrey Jensen em Scream da MTV.

## Vida pessoal
Em julho de 2018, Taylor-Klaus publicou em sua conta no Twitter que é uma pessoa não-binária e essa informação foi reiterada em outras entrevistas. Taylor-Klaus usa o pronome they singular em inglês.
Em agosto de 2019, noivou com Alicia Sixtos, e se casou em outubro de 2020.

## Filmografia

### Cinema
| Ano  | Título                | Personagem     | Nota           |
| ---- | --------------------- | -------------- | -------------- |
| 2012 | Mental Intervention   | Debbie         | Curta Metragem |
| 2013 | Last Seen             | Becca          | Curta Metragem |
| 2014 | The Night Is Ours     | Morgan         | Curta Metragem |
| 2015 | Riley                 | Riley          | Curta Metragem |
| 2015 | The Last Witch Hunter | Bronwyn        |                |
| 2018 | Hell Fest             | Taylor         |                |
| 2018 | Discarnate            | Violette Paich |                |
| 2018 | Dumplin'              | Hannah Perez   |                |
| 2019 | Blackbird             | Chris          |                |

### Televisão
| Ano       | Título                      | Personagem                              | Nota                                         |
| --------- | --------------------------- | --------------------------------------- | -------------------------------------------- |
| 2012      | Hit Me Up!                  | Themself                                | 1 episódio                                   |
| 2013      | The Killing                 | Bullet                                  | Elenco Principal (9 episodios)               |
| 2013–2019 | Arrow                       | Cindy / Sin                             | Elenco Recorrente (9 episodios)              |
| 2014      | House of Lies               | Lex                                     | Elenco Recorrente (6 episodios)              |
| 2014      | Longmire                    | Vivian                                  | Episódio: "Of Children and Travelers"        |
| 2014      | Robot Chicken               | Hermione Granger / Abby the Cow (voice) | Episódio: "The Hobbit: There and Bennigan's" |
| 2015      | The Social Experiment       | Leyna                                   | Elenco Recorrente (5 episodios)              |
| 2015      | The Librarians              | Amy Meyer                               | Episódio: "And the Rule of Three"            |
| 2015      | Glee                        | Goth Girl                               | Episódio: "2009"                             |
| 2015      | iZombie                     | Teresa Giovanni                         | 2 episodios                                  |
| 2015–2016 | Scream                      | Audrey Jensen                           | Elenco Principal (24 episodios)              |
| 2016–2018 | Voltron: Legendary Defender | Katie "Pidge" Holt (voice)              | Elenco Principal (73 episodios)              |
| 2018      | Here and Now                | Dex Reynolds                            | 2 episodios                                  |
| 2019      | 13 Reasons Why              | Casey Ford                              | Elenco Recorrente                            |
| 2020      | Deputy                      | Brianna Bishop                          | Elenco Principal                             |

### Internet
| Ano  | Título                | Papel | Nota                                     |
| ---- | --------------------- | ----- | ---------------------------------------- |
| 2015 | The Social Experiment | Leyna | Elenco principal; creditada como Bex T-K |

## Prêmios e indicações
| Ano  | Indicação por | Prêmio                                                                                          | Resultado |
| ---- | ------------- | ----------------------------------------------------------------------------------------------- | --------- |
| 2014 | The Killing   | Joey Award - Young Ensemble Cast in a Dramatic TV Series                                        | Venceu    |
| 2014 | The Killing   | Joey Award - International Actress Television Lead or Supporting Role that was filmed in Canada | Venceu    |